# 1. Division 1984-1985
L'edizione 1984-85 della Bundesliga vide la vittoria finale dell'Austria Vienna.
Capocannoniere del torneo fu Anton Polster dell'Austria Vienna con 24 reti.

## Classifica finale
|    | Classifica                | G  | V  | N  | P  | GF | GS | Pt |
| -- | ------------------------- | -- | -- | -- | -- | -- | -- | -- |
| 1  | Austria Vienna            | 30 | 25 | 4  | 1  | 85 | 17 | 54 |
| 2  | Rapid Vienna              | 30 | 18 | 9  | 3  | 85 | 30 | 45 |
| 3  | Linzer ASK                | 30 | 17 | 4  | 9  | 49 | 37 | 38 |
| 4  | FC Wacker Innsbruck       | 30 | 12 | 8  | 10 | 51 | 44 | 32 |
| 5  | VfB Admira Wacker Mödling | 30 | 11 | 10 | 9  | 49 | 42 | 32 |
| 6  | Sturm Graz                | 30 | 13 | 6  | 11 | 51 | 52 | 32 |
| 7  | Austria Klagenfurt        | 30 | 10 | 11 | 9  | 39 | 38 | 31 |
| 8  | SC Eisenstadt             | 30 | 9  | 10 | 11 | 29 | 31 | 28 |
| 9  | VOEST Linz                | 30 | 10 | 8  | 12 | 39 | 43 | 28 |
| 10 | Grazer AK                 | 30 | 8  | 12 | 10 | 31 | 35 | 28 |
| 11 | Donawitzer SV Alpine      | 30 | 11 | 5  | 14 | 38 | 47 | 27 |
| 12 | Wiener Sport-Club         | 30 | 10 | 5  | 15 | 40 | 55 | 25 |
| 13 | SV Spittal/Drau           | 30 | 9  | 6  | 15 | 28 | 55 | 24 |
| 14 | Favoritner AC             | 30 | 7  | 7  | 16 | 26 | 62 | 21 |
| 15 | SV Austria Salisburgo     | 30 | 7  | 4  | 19 | 35 | 69 | 18 |
| 16 | First Vienna FC           | 30 | 4  | 9  | 17 | 33 | 51 | 17 |

## Verdetti
- Austria Vienna Campione d'Austria 1984-85.
- Linzer ASK e FC Wacker Innsbruck ammesse alla Coppa UEFA 1985-1986.
- Wiener Sport-Club, SV Spittal/Drau, Favoritner AC, SV Austria Salisburgo e First Vienna FC retrocesse in Erste Liga.
- Scheda su RSSSF.com, su rsssf.com.
- Risultati e classifica su austriasoccer.at, su austriasoccer.at.